# Pronotalia inflata
Pronotalia inflata är en stekelart som beskrevs av Graham 1991. Pronotalia inflata ingår i släktet Pronotalia och familjen finglanssteklar.
Artens utbredningsområde är:
- Tyskland.
- Sverige.

Arten är reproducerande i Sverige. Inga underarter finns listade i Catalogue of Life.